# Даг Маунтџој
Даг Маунтџој (енгл. Doug Mountjoy; 8. јун 1942 — 14. фебруар 2021) био је велшки играч снукера. Освајао је Првенство Уједињеног Краљевства и као рангирани и као нерангирани турнир и једном Мастерс пре тога.

## Успеси

### Рангирана финала: 4 (2 победе, 2 пораза)
| Исход     | Година | Турнир                          | Противник у финалу | Резултат |
| --------- | ------ | ------------------------------- | ------------------ | -------- |
| Финалиста | 1981   | Светско Првенство               | Стив Дејвис        | 12 : 18  |
| Победник  | 1988   | Првенство Уједињеног Краљевства | Стивен Хендри      | 16 : 12  |
| Победник  | 1989   | The Classic                     | Вејн Џоунс         | 13 : 11  |
| Финалиста | 1989   | Dubai Classic                   | Стивен Хендри      | 2 : 9    |